# 東京財団
公益財団法人東京財団（とうきょうざいだん、英語：The Tokyo Foundation）は、日本の非営利、民間、独立シンクタンク。

## 概要
- 沿革 1997年（平成9年）7月設立
- 理事長（代表理事） 中林美恵子 (2025年4月 - 現任）
- 研究所長 安西祐一郎（2020年12月 - 現任[1]）
- 所在地 東京都港区虎ノ門1-15-16 笹川平和財団ビル5階
- 基本財産：約358億円（2018年3月末時点）

## 特色
競艇の収益金をもとに、公益事業を展開する日本財団の支援を受けており、日本財団の理事長や会長を歴任した笹川陽平が、名誉会長に就任している。
四面を海に囲まれ、人や物流の移動を海上交通に依存している日本が、急速にグローバル化する世界において、人類の直面する地球的諸課題を解決し、より良い国際社会を築くために、知的貢献のリーダーシップを取ることを目指し、ボートレース業界の総意により、日本初の世界レベルの独立的シンクタンクを目指し「国際研究奨学財団」として国土交通省により認可・設立、1999年（平成11年）に「東京財団」に、2018年（平成30年）に「東京財団政策研究所」に名称変更した。
設立に際しては、シップ・アンド・オーシャン財団（現笹川平和財団）から基本財産30億円、笹川平和財団から基金80億2000万円を受け入れている。
東京財団政策研究所となった2018年以降、政策研究、政策提言、および、政策を実現するための運動に特化するなど、より政策シンクタンクとしての色を濃く打ち出している。なお、かつて東京財団時代に上席研究員を務めていた岩井克人やジェラルド・カーティスも、名誉研究員として名を連ねている。
2025年4月1日、設立当時の理念の原点に立ち返る意志を明確に表明するためとして再び東京財団に改称した。

## 活動の柱
国際研究奨学財団・東京財団時代には「① 政策をつくる（政策研究）、② 人を育てる（人材育成）、③社会を変える」を3つの柱として掲げていたが、設立20周年を迎え東京財団政策研究所として全面的な改組を行って以降は
1. 質の高い研究の遂行
2. 独立・非営利の堅持を通じて
3. 政策への影響を与え、社会を変革していくことを目指す政策シンクタンク

を新たな柱に掲げ、世界の主要な政策シンクタンクに伍する規模と、理論とデータに基づく、質の高い研究力を持つ政策シンクタンクを目指している。一方で「深い知見と行動力に優れた人材を育成していきます」とするなど、人を育てる活動も継続して実施している。

## 理事長
| 氏名       | 就任年 |
| ---------- | ------ |
| 日下公人   | 1997年 |
| 竹中平蔵   | 1999年 |
| 加藤秀樹   | 2006年 |
| 秋山昌廣   | 2012年 |
| 星岳雄     | 2016年 |
| 門野泉     | 2018年 |
| 中林美恵子 | 2025年 |

## 研究所関係者一覧
括弧内は在籍当時の代表的な役職を示し、ハイフン以降は現職・元職問わずその他の代表的な役職を示す。 
- 秋池玲子（評議員） - ボストンコンサルティンググループシニア・パートナー
- 伊藤元重（評議員） - 東京大学大学院経済学研究科長
- 岩井克人（名誉研究員）東京大学大学院経済学研究科研究科長
- 柯隆（主席研究員） - 富士通総研経済研究所主席研究員
- 川口順子（名誉研究員） - 外務大臣
- 神林龍（上席研究員） - 一橋大学経済研究所教授
- 日下一正（評議員） - 経済産業審議官
- 黒田玲子（評議員） - 東京大学教養学部教授
- 笹川陽平（顧問） - 日本財団会長
- ジェラルド・カーティス（名誉研究員） - コロンビア大学東アジア研究所所長
- 渋谷健司（研究主幹） - 相馬市新型コロナウイルスワクチン接種メディカルセンター長
- 中江公人（監事） - 防衛事務次官
- 福井俊彦（理事） - 日本銀行総裁
- 門口正人（評議員） - 名古屋高等裁判所長官
- 渡部恒雄（上席研究員）